# Корсо (театр, Кременчук)
Театр «Корсо» — театр і кінотеатр (електробіограф), що діяв на початку XX століття в Крюкові (частина міста Кременчук, Полтавська область, Україна). Історія театру пов'язана з діяльністю Антона Семеновича Макаренка, радянського педагога, а також його брата, Віталія Семеновича Макаренка.

## Історія
«Корсо», відповідно до спогадів Віталія Семеновича (Макаренка), відкрито в Крюкові на вулиці Херсонській 1909 року. За іншими даними, культурний заклад відкрито наприкінці 1913 року. У пам'ятних книжках Полтавської губернії театр вперше згадується в 1914 році. Електробіограф демонстрував виключно монопольні кінострічки. За словами Макаренка, картини йшли щодня, фільми змінювалися раз на тиждень. При театрі діяв струнний квартет, у якому Віталій Семенович брав участь. У будівлі також розміщувався буфет і акваріум.
Після радянсько-української війни приміщення «Корсо» були передані під робочий клуб Крюківських вагоноремонтних майстерень. При клубі з ініціативи Віталія Семеновича 1917 року відкрито театральний гурток. У новоствореній трупі грав також Антон Макаренко. До цього у Крюкові діяв лише літній театр у саду товариства тверезості. Згідно зі спогадами Гороновича Бориса Феофановича, соратника Макаренка, гурток створено для мобілізації коштів на обладнання школи, для покупки інструментів духового оркестру і «щоб Крюків просвіщати». З ініціативи Віталія Макаренка гурток названо на честь Володимира Галактіоновича Короленка. Трупа написала письменникові лист з проханням дозволити використовувати його ім'я і це прохання було задоволено.
Початківці-актори театру зіткнулися з труднощами. У спогадах Віталія Семеновича йдеться: «Був театр, де була сцена, але це все. Була одна-єдина декорація, але не було ні меблів, ні бутафорії, ні реквізиту, ні, головне, костюмів». Однак перший спектакль наприкінці січня 1918 року пройшов з успіхом: «на вулицях Крюкова з'явилися великі червоні афіші», а зал був повний публіки. До 1919 року було поставлено спектаклі «Ластівка» та «Зозулині сльози» Олексія Толстого, «Дядя Ваня», «Ювілей», «Ведмідь», «Пропозиція», «Трагік мимоволі» і «Вишневий сад» Чехова, «Женитьба» Миколи Гоголя, «Осінні скрипки» Іллі Сургучьова, «Батько» Августа Стріндберга та інші. Спочатку п'єси ставилися близько двох разів на місяць, потім — щотижня. У 1919 році брати Макаренко покинули Крюків.
У 1922 році газета «Театр і музика» писала: «Крюків, що знаходиться на березі Дніпра, має самостійних 2 театри: „Карсо“ і „Одеон“ перероблені з кіно. У першому грає трупа з Кременчука під режисерствами артиста державних театрів А. М. Ангарова. Репертуар: „Царевич Олексій“, „Павло I-й“, „Воскресіння“, „Ревнощі“, „Дядя Ваня“, „Страта“, „Заради щастя“, „Сім'я злочинця“, „Злочин і кара“, „Слухай Ізраїль“, „Шерлок Голмс“, „Нора“. Репертуар старий і нецікавий. Виступають гастролери з Кременчука».
Будівля «Корсо» згоріла того ж року через несправність димоходу. Про пожежу говорить і Антон Семенович у листі до свого брата: «Корсо» згорів та на його місці стоять мальовничі руїни…". Після пожежі було прийнято рішення побудувати для заводу нову будівлю, і 1927 року на тій же вулиці відкрився новий робочий клуб, названий на честь Івана Котлова.

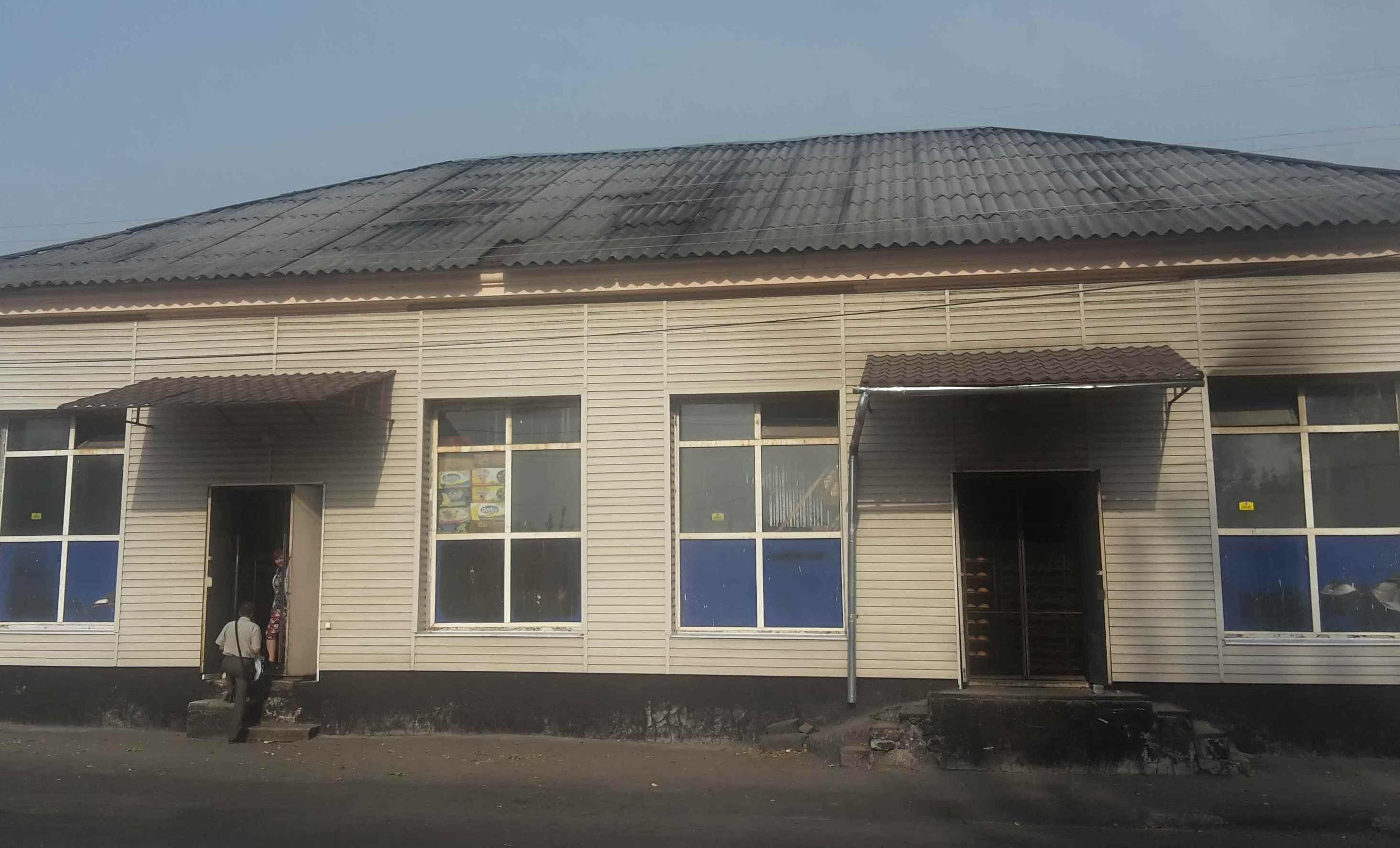
Фасад колишнього театру 2017 року

Колишня будівля «Корсо» постраждала і під час Другої світової війни: у стіні снарядом була пробита діра, пізніше закладена цеглою. У повоєнний час у приміщенні розташовувався магазин спортивних товарів. Станом на 2017 рік, у колишньому театрі розміщується приватна хлібопекарня. Будівля, одна з небагатьох уцілілих у місті, не включена ні до переліку пам'яток архітектури, ні до переліку пам'яток культури та історії міста.